# Адміністративний устрій Овідіопольського району
Адміністративний устрій Овідіопольського району — адміністративно-територіальний поділ колишнього Овідіопольського району Одеської області на 4 селищні та 16 сільських рад, які об'єднували 26 населених пунктів та були підпорядковані Овідіопольській районній раді. Адміністративний центр — смт Овідіополь..
Овідіопольський район був ліквідований 17 липня 2020 року.

## Список радОвідіопольського району
| №  | Назва                              | Центр                 | Населені пункти                    | Площа км² | Місце за площею | Населення (2001), чол. | Місце за населенням | Розташування |
| -- | ---------------------------------- | --------------------- | ---------------------------------- | --------- | --------------- | ---------------------- | ------------------- | ------------ |
| 1  | Авангардівська селищна рада        | смт Авангард          | смт Авангард                       |           |                 |                        |                     |              |
| 2  | Великодолинська селищна рада       | смт Великодолинське   | смт Великодолинське                |           |                 |                        |                     |              |
| 3  | Овідіопольська селищна рада        | смт Овідіополь        | смт Овідіополь                     |           |                 |                        |                     |              |
| 4  | Таїровська селищна рада            | смт Таїрове           | смт Таїрове с. Балка с. Лиманка    |           |                 |                        |                     |              |
| 5  | Барабойська сільська рада          | c. Барабой            | c. Барабой с-ще Богатирівка        |           |                 |                        |                     |              |
| 6  | Дальницька сільська рада           | c. Дальник            | c. Дальник с. Грибівка с. Санжійка |           |                 |                        |                     |              |
| 7  | Доброолександрівська сільська рада | c. Доброолександрівка | c. Доброолександрівка              |           |                 |                        |                     |              |
| 8  | Йосипівська сільська рада          | c. Йосипівка          | c. Йосипівка с. Лібенталь          |           |                 |                        |                     |              |
| 9  | Калаглійська сільська рада         | c. Калаглія           | c. Калаглія                        |           |                 |                        |                     |              |
| 10 | Кароліно-Бугазька сільська рада    | c. Кароліно-Бугаз     | c. Кароліно-Бугаз                  |           |                 |                        |                     |              |
| 11 | Мар'янівська сільська рада         | c. Мар'янівка         | c. Мар'янівка                      |           |                 |                        |                     |              |
| 12 | Миколаївська сільська рада         | c. Миколаївка         | c. Миколаївка                      |           |                 |                        |                     |              |
| 13 | Молодіжненська сільська рада       | c. Молодіжне          | c. Молодіжне                       |           |                 |                        |                     |              |
| 14 | Надлиманська сільська рада         | c. Надлиманське       | c. Надлиманське                    |           |                 |                        |                     |              |
| 15 | Новоградківська сільська рада      | c. Новоградківка      | c. Новоградківка                   |           |                 |                        |                     |              |
| 16 | Новодолинська сільська рада        | c. Нова Долина        | c. Нова Долина                     |           |                 |                        |                     |              |
| 17 | Петродолинська сільська рада       | c. Петродолинське     | c. Петродолинське                  |           |                 |                        |                     |              |
| 18 | Прилиманська сільська рада         | c. Прилиманське       | c. Прилиманське                    |           |                 |                        |                     |              |
| 19 | Роксоланівська сільська рада       | c. Роксолани          | с. Роксолани                       |           |                 |                        |                     |              |
| 20 | Сухолиманська сільська рада        | c. Сухий Лиман        | с. Сухий Лиман                     |           |                 |                        |                     |              |

* Примітки: м. — місто, с-ще — селище, смт — селище міського типу, с. — село